# Guillermo Castillo Tapia
Gral. Guillermo Castillo Tapia fue un militar mexicano que participó en la Revolución mexicana. Fue ingeniero de profesión se incorporó en Matamoros, Tamaulipas, a las fuerzas de Lucio Blanco, con quien participó en el reparto de la Hacienda de Borrego. Sin embargo, su primera intervención oposicionista a Victoriano Huerta fue como agente del general Félix Díaz en Cuba, cuando se dio el rompimiento entre los dos involucrados en el cuartelazo a Francisco I. Madero. Al incorporarse a la lucha constitucionalista fue sometido a un consejo de guerra presidido por el general Francisco J. Múgica. Fue absuelto y continuó al lado de Lucio Blanco, aunque luego operó por mayor tiempo a las órdenes de Pablo González Garza. Llegó a ser general en el Ejército Constitucionalista. Ocupó varios puestos administrativos durante la presidencia de Venustiano Carranza. Se rebeló en 1923 como delahuertista. Fue diputado federal por la XXX Legislatura del Congreso de la Unión.  